# H-8
H-8 (im deutschen Verleih auch: H8 - noch 10 Sekunden zu leben) ist ein jugoslawischer Film aus dem Jahre 1958. Regie führte Nikola Tanhofer, der Titel bezieht sich auf den Anfang einer Nummerntafel, die das einzige Beweismittel eines Unfalls war, der sich 1957 in Kroatien ereignete.

## Inhalt
Ein Linienbus stößt auf der Strecke Zagreb – Belgrad mit einem Lastwagen zusammen: Zuerst wird im Zeitraffer der Unfallhergang gezeigt, danach wird in einer Rückblende dieselbe Geschichte detailliert erzählt. Während der Fahrt kommen sich die zunächst anonymen Gäste näher, genauer wird dabei auf einen Arzt eingegangen, der mit seinem Sohn reist und sich gelegentlich um andere Mitreisende kümmern muss. Der Sohn sagt einem gleichaltrigen Mädchen, das an Nasenbluten leidet, dass dies Hämophilie sei und sie daran sterben werde. Auf den Hinterbänken befindet sich eine Kroatin, die mit ihrem Schweizer Ehemann reist und mit einem mitreisenden Reporter ins Gespräch kommt. Die Eifersucht des Ehemanns schlägt bald in Sympathie um. Weitere Charaktere sind die Musikstudentin Alma, die erklärt, dass sich eine Fuge im Grunde mit den Passagieren eines Busses vergleichen lässt. Sie kommt mit einem jungen Mann, der neben ihr sitzt ins Gespräch. Bei einem Zwischenstopp missbraucht dieser aber ihr Vertrauen und versucht Alma zu vergewaltigen. Auch das Geschehen an Bord des Lastwagens wird beleuchtet: Der Fahrer ist zusammen mit seinem jungen Sohn und einem anderen Mitfahrer unterwegs, dabei kommt es zwischen den beiden zum Streit. Kurz vor dem Zusammenstoß wird nochmals näher auf die Figuren eingegangen, die in diesem Moment ihren Tod noch nicht ahnen.

## Kritik
„Der Zusammenstoß eines Autobusses mit einem Lastwagen in der Nähe von Zagreb dient als Ausgangspunkt für eine sorgfältige Charakter- und Schicksalsskizze der Unglücksopfer. Dank hervorragender reportagehafter Regie menschlich sehr beeindruckend.“

Die Evangelische Filmgilde empfahl den Film im April 1961 als Film des Monats.